# Victor Nuñez (cineasta)
Victor Núñez (Nueva York, 6 de julio de 1945) es un director de cine, profesor de la Facultad de Artes Cinematográficas de la Universidad Estatal de Florida y miembro fundador del Independent Feature Project y del Festival de Cine de Sundance. Dirigió las películas elogiadas por la crítica A Flash of Green, Ruby en el paraíso y El oro de Ulises.  En 2008 fue incluido en el Florida Artists Hall of Fame de Florida. 

## Biografía
Núñez nació en la ciudad de Nueva York, hijo de dos artistas. En la década de 1940, su madre se graduó en Bellas Artes en el Sophie Newcomb College de Nueva Orleans antes de matricularse en la Universidad de Columbia de Nueva York. Allí conoció y pronto se casó con un pintor peruano que había llegado a Columbia con una beca Fulbright. Núñez nació en 1945 y la familia se mudó a Perú. Cuando Núñez tenía tres años sus padres se divorciaron, y luego él se fue a vivir con su madre a Haines City, Florida. Se mudaron nuevamente a Tallahassee, Florida, cuando Núñez llegó al tercer grado.  Recibió su título universitario en Antioch College. Asistió brevemente al Conservatorio AFI antes de transferirse a la Escuela de Cine de UCLA.

## Carrera

### Cortometrajes
En Antioch College, Núñez realizó sus primeros cortometrajes de ficción, "Fairground" (1968) y "Taking Care of Mother Baldwin" (1970). En la Escuela de Cine de la UCLA  recibió su MFA por su película de tesis, "Charly Benson's Return to the Sea" (1972), y luego realizó otro cortometraje, "A Circle in the Fire" (1974), basado en un cuento corto de Flannery O’Connor.

### Largometrajes

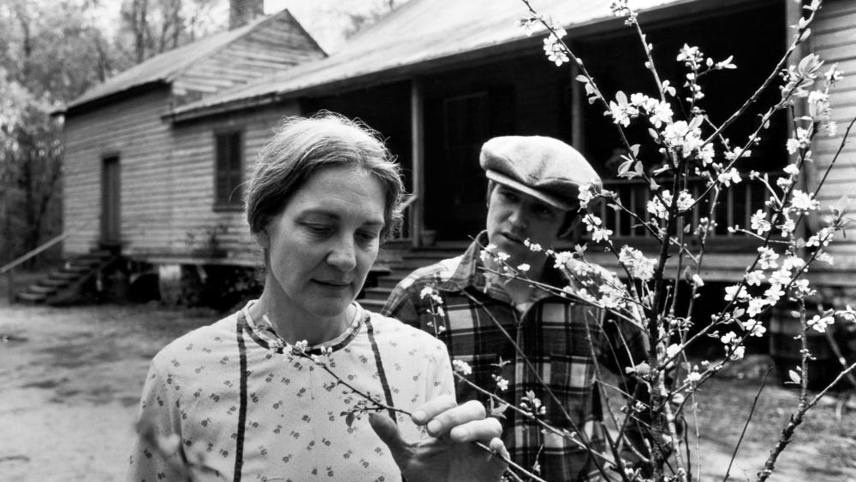
Dana Preu y David Peck en Gal Young Un.

Núñez hizo su debut en el largometraje con Gal Young Un, que se estrenó en el Festival de Cine de Nueva York de 1979. La película costó 94.000 dólares, con un 30 por ciento de financiación procedente del National Endowment for the Arts, un 25 por ciento del Florida Fine Arts Council y el resto de inversores privados, y tuvo unos ingresos brutos de 500.000 dólares. Está basada en un cuento de Marjorie Kinnan Rawlings. La trama se centra en una mujer solterona que vive sola en los bosques del norte de Florida hasta que un contrabandista oportunista, Trax, la enamora. Trax se casa con Mattie y comienza a gastar su dinero en bebida. Trae a casa a una adolescente para trabajar como ama de llaves (la "gal young-un" del título). Ella es joven y risueña, y Mattie está resentida con ella. Trax obviamente prefiere a la jovencita y tiene la intención de mudarla a la casa de Mattie para que sea su nueva compañera. La joven parece muy inocente, y Mattie también está enojada con Trax por explotar a una mujer tan joven, y se da cuenta de que ella también ha sido engañada por él. La película termina con Trax ahuyentado por Mattie con una escopeta. Ella le dice a la joven que se vaya, se aleje y lo siga, pero Gal Young-Un responde: "Él no me quiere" y se sienta en el porche de Mattie hasta que finalmente ella la invita a entrar. Ganó el premio Silver Hugo a la mejor ópera prima del Festival Internacional de Cine de Chicago, el máximo galardón del Festival de Cine y Vídeo de Estados Unidos  y el premio O. Henry.  El New Statesman la calificó como una "joya cinematográfica" Vincent Canby, en un artículo publicado en el New York Times, calificó a Gal Young como " un primer largometraje sorprendentemente bueno". La película fue fundamental en el movimiento inicial del cine independiente estadounidense. Emanuel Levy afirmó: "El primer largometraje de Víctor Núñez, Gal Young Un, que escribió, dirigió, filmó y editó, ayudó a dar forma al cine regional dentro del movimiento independiente más amplio. Los detalles [...] son sorprendentes, particularmente el trabajo de cámara de Núñez. 

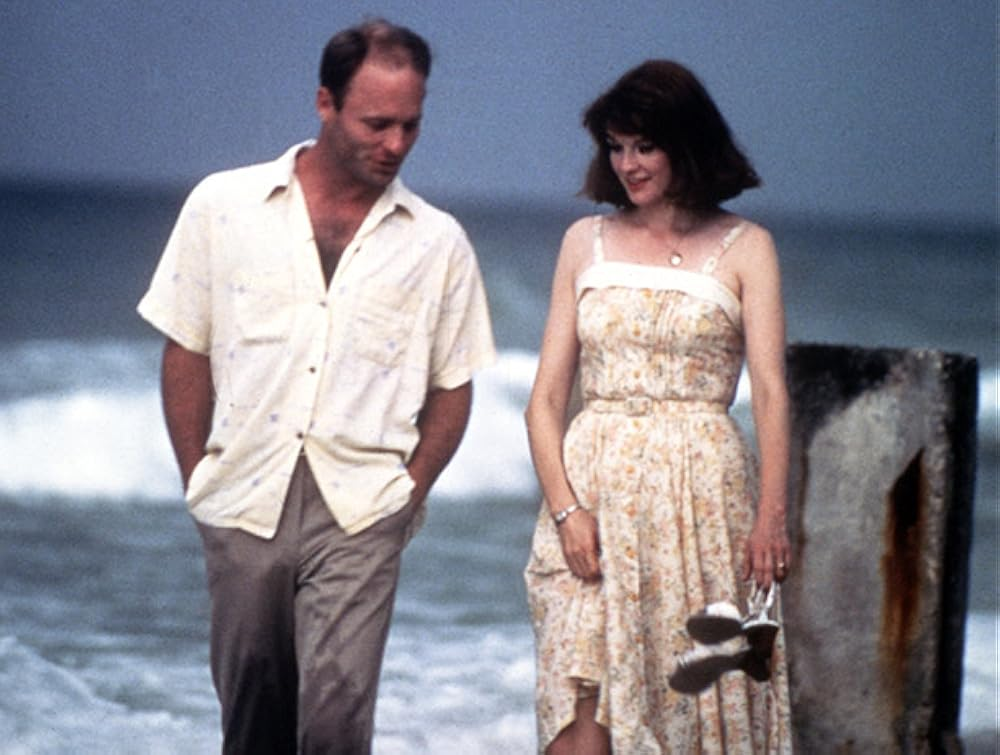
Ed Harris y Blair Brown en A Flash of Green.

Después de Gal Young Un, Núñez comenzó a trabajar en una adaptación de la novela A Flash of Green de John D. MacDonald. La película, protagonizada por Ed Harris, se estrenó en el Festival de Cine de Nueva York de 1984. Su trama trata sobre salvar una bahía virgen de unos promotores codiciosos y termina con una historia sobre un hombre que intenta salvarse de su propia codicia. Vincent Canby escribió: "Núñez no hace películas sencillas. La película es el segundo largometraje escrito y dirigido por el Núñez, el cineasta de Florida que entregó un auténtico destello verde con "Gal Young 'Un", su adaptación sobria y hermosa de la historia de Marjorie Kinnan Rawlings. "A Flash of Green" no es perfecta, pero es provocadora y casi siempre inteligente."

Núñez tuvo que esperar ocho años antes de iniciar la producción de su próxima película Ruby en el Paraíso. La  financió él mismo con 350.000 dólares que le dejó una tía.

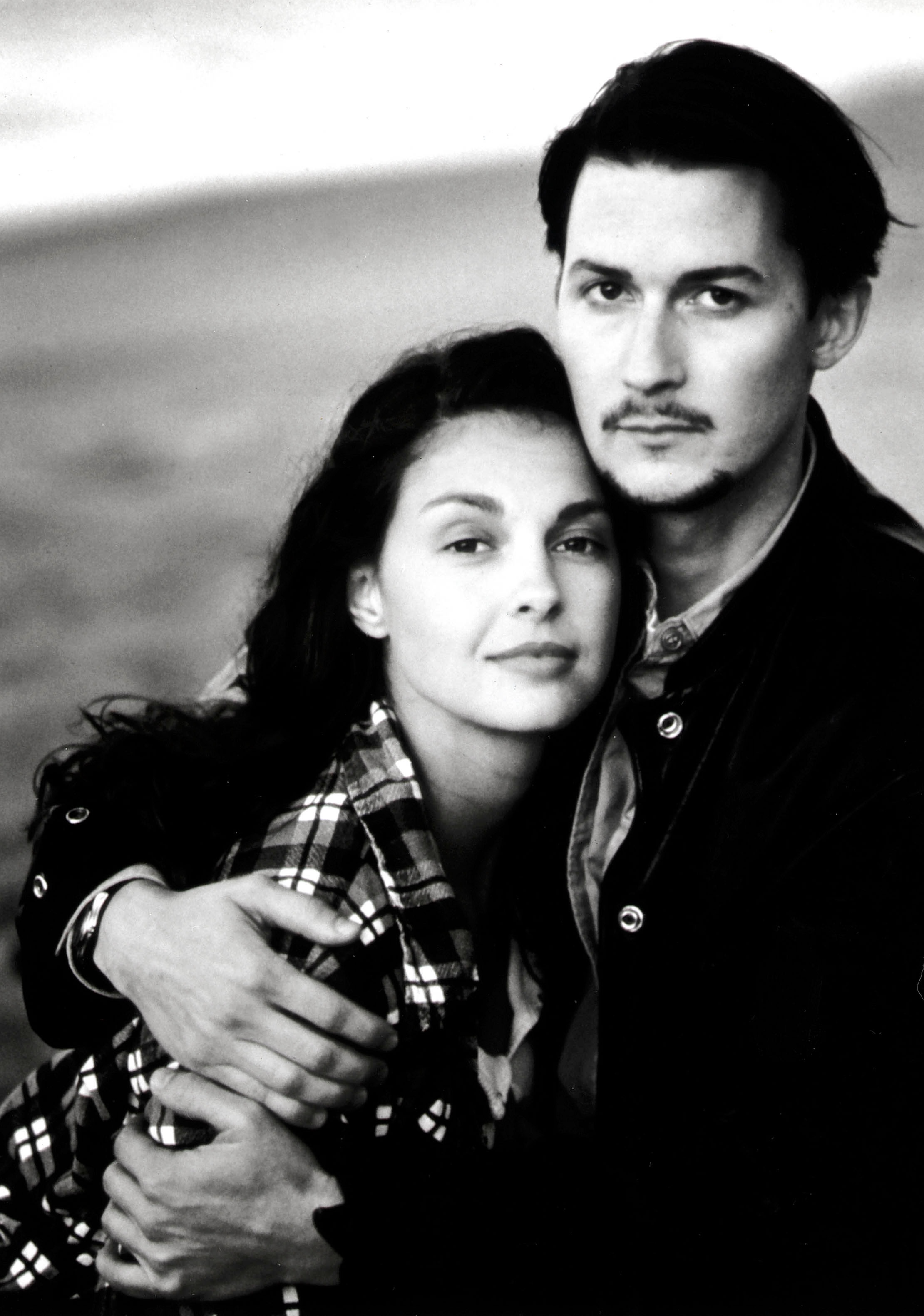
Ashley Judd y Todd Field en Ruby en el Paraíso.

La película fue protagonizada por Ashley Judd, en su primer papel protagónico, y por el futuro cineasta nominado al Oscar Todd Field. La obra ganó el Gran Premio del Jurado en el Festival de Cine de Sundance de 1993.Roger Ebert escribió al respecto: Ruby en el paraíso es una película impresionante... el guion, la actuación, la iluminación, la dirección... verás una película que sabe exactamente de qué se trata y cómo lograrlo. Ruby en el paraíso fue escrita, dirigida y editada por Victor Nunez, un floridano cuyas películas anteriores, "Gal Young Un" y "A Flash of Green", mostraron una profunda simpatía por sus personajes. Nunez se preocupa por su gente, por lo que necesitan y cómo se sienten."

El éxito de Ruby le permitió a Núñez hacer otra película rápidamente, y esta vez con un gran estudio, y en 1997 estrenó El oro de Ulises protagonizada por Peter Fonda, quien fue nominado a los Premios Óscar.Kenneth Turan, del Los Angeles Times, dijo: "Hay una cualidad en el uso de la deliberación en esta película que a veces se acerca maravillosamente a la magia". 

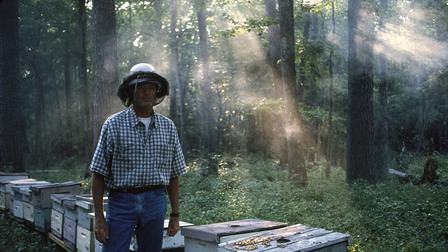
Peter Fonda en El oro de Ulises

En 2016, Núñez fue nombrado miembro de la Academia de Artes y Ciencias Cinematográficas. 
En 2022 comenzó la producción de Rachel Hendrix, protagonizada por Lori Singer. La película se estrenó en el Festival de Cine de Santa Bárbara de 2023. 

## Técnica de dirección
Antes de la retrospectiva de Núñez en la American Cinematheque de 2023, Jim Hemphill de IndieWire escribió: "Quizás Víctor Núñez sea el mejor director del que la mayoría de la gente nunca ha oído hablar, pero Stanley Kubrick y Ava DuVernay sí lo son". Hemphill resaltó también que no solo directores, sino actores como Josh Brolin y Todd Field admiran a Núñez como cineasta.
El hecho de que Núñez priorice el personaje y la actuación es probablemente la razón por la que tantos actores han hecho algunos de sus mejores trabajos en sus películas: Ashley Judd en Ruby en el paraíso, Peter Fonda en El oro de Ulises y Ed Harris en "A Flash of Green" son solo algunos ejemplos. Nunez, que trabaja por sí mismo y a menudo en formato super-16 mm con películas de alta velocidad, crea un estilo íntimo lleno de textura visual que proviene de las propiedades inusuales de su grano y la forma en que interactúa con la luz, así como de su dedicación a fotografiar partes de Estados Unidos que no se ven a menudo en la pantalla, y fotografiarlas con el mismo amor con el que aborda a sus personajes.

## Festival de Cine de Sundance

Reunión de fundadores en Sundance, 1980. Robert Redford cuarto desde la izquierda, Nuñez quinto desde la izquierda

Núñez es uno de los miembros fundadores del Festival de Cine de Utah/Estados Unidos, que pasó a llamarse Festival de Cine de Sundance en 1991. 

## Filmografía
| Año  | Título                            |
| ---- | --------------------------------- |
| 1968 | Fairground                        |
| 1970 | Taking Care of Mother Baldwin     |
| 1972 | Charly Benson's Return to the Sea |
| 1974 | A Circle in the Fire              |
| 1979 | Gal Young Un                      |
| 1984 | A Flash of Green                  |
| 1993 | Ruby en el paraíso                |
| 1997 | El oro de Ulises                  |
| 2002 | Coastlines                        |
| 2010 | Spoken Word                       |
| 2023 | Rachel Hendrix                    |